# IC 4513
IC 4513 је ознака објекта на координатама са ректансцензијом 14h 52m 16,0s и деклинацијом - 20° 43" 42'. Открио га је Делајл Стјуарт, 1899. године. Каснијим посматрањима на том положају није уочен никакав астрономски објекат.